# Walter Nones
Walter Nones (Cavalese, 5 novembre 1971 – Cho Oyu, 3 ottobre 2010) è stato un alpinista italiano.

## Biografia
Era una guida alpina, Istruttore Scelto Militare di Alpinismo e istruttore di sci presso il Centro Carabinieri Addestramento Alpino di Selva di Val Gardena in provincia di Bolzano. Nasce a Cavalese e cresce a Sover in Val di Cembra, in mezzo alle Dolomiti. Già all'età di 14 anni inizia ad arrampicare proprio nelle Dolomiti.
Le sue numerose ascese sono sempre state effettuate in stile alpino e senza ossigeno. In svariate interviste ha spiegato come per lui non sia importante la corsa agli ottomila, bensì per lui le spedizioni sono occasione per conoscere nuovi luoghi e persone di culture totalmente diverse.
In una delle sue spedizioni, nel 2008 sul Nanga Parbat in Pakistan, assistette alla morte del compagno di cordata Karl Unterkircher. La spedizione fu poi seguita da un libro, scritto assieme all'altro compagno di cordata Simon Kehrer, dal titolo "È la montagna che chiama".
La successiva spedizione di Walter fu sul Cho Oyu, nel tentativo di aprire una nuova via sul versante sud ovest insieme a Giovanni Macaluso e Manuel Nocker. In questa occasione alla quota di circa 7000 metri perse la vita probabilmente a causa delle improvvise forti raffiche di vento mentre si accingeva a prepararsi per la salita. La ricostruzione dell'incidente non può essere fatta con precisione perché al momento dell'incidente l'alpinista era solo. I compagni di cordata si erano fermati al campo più basso per alcuni problemi di acclimatazione. Walter, in condizioni fisiche migliori, aveva deciso di attrezzare il campo più alto da solo.
Tra le vie alpinistiche da lui realizzate si possono ricordare:
2008
- Nanga Parbat (8125 m) - Pakistan - Prima ascensione assoluta lungo la parete Rakhiot in stile alpino (cima non raggiunta).[3]
- Chongra Peak Nord (6840 m) - Pakistan - Prima ascensione assoluta lungo la cresta Ovest in stile alpino.

2007
- Monte Steviola - Italia - Apertura nuova via alpinistica Monte Steviola (Bolzano) “Aspettando i Gigli” VIII Grado Scala U.I.A.A.

2006
- Monte Genyen (6240 m) - Cina - Prima ascensione assoluta lungo lo spigolo Nord in stile alpino.

2004
- K2 (8611 m) - Pakistan - Lungo la via Sperone degli Abruzzi (8611 m) senza l'ausilio di bombole d'ossigeno[4].

2003
- Aconcagua (6962 m) - Argentina - Via "Falso dei polacchi".

2002
- Monte Stevia - Italia - Apertura nuova via alpinistica Monte Stevia a Selva di Val Gardena (Bolzano) VII grado scala U.I.A.A.

1999
- Monte McKinley (6194 m) - Alaska - Via West Buttres.

1997
- Creta di Timau - Italia - Apertura nuova via alpinistica Parete del Gamspiz alla Creta di Timau (Udine) “Volo con l'aquila” VII Grado scala U.I.A.A.

1995
- Island Peak (6189 m) - Nepal
- Lobuche Peak Est (6119 m) - Nepal - Nuova via alpinistica di roccia via “Nei Secoli Fedele” VII grado scala U.I.A.A.